# كاثرين هيرون
كاثرين هيرون هي لاعبة هوكي الجليد كندية، ولدت في 24 يونيو 1983 في شومبلي في كندا.

## وصلات خارجية
- كاثرين هيرون على موقع EliteProspects.com (الإنجليزية)
- كاثرين هيرون على موقع HockeyDB.com (الإنجليزية)